# Spliethoff-D-Typ
Der Spliethoff-D-Typ ist eine Klasse von Mehrzweckschiffen der niederländischen Reederei Spliethoff.

## Geschichte
Von dem Schiffstyp wurden acht Einheiten für die niederländische Reederei Spliethoff auf der Werft Jinling Shipyard in Nanjing, China, gebaut. Die Schiffe wurden zwischen Ende 2008 und Anfang 2010 abgeliefert. Sie gehören Einschiffsgesellschaften und werden von der Reederei Spliethoff weltweit eingesetzt.

## Beschreibung
Die Schiffe werden von einem Viertakt-Achtzylinder-Dieselmotor des Herstellers Wärtsilä (Typ: 8L46) mit 8400 kW Leistung angetrieben. Der Motor wirkt über ein Getriebe auf einen Propeller. Die Schiffe sind mit einem Bugstrahlruder ausgerüstet.
Die Schiffe verfügen über zwei überwiegend boxenförmige Laderäume mit einer Kapazität von insgesamt 21.535 m³. Die Laderäume werden mit einer Kombination aus Falt- und Pontonlukendeckeln verschlossen. Laderaum 1 ist im oberen Bereich 32 Meter und im unteren Bereich 25,6 Meter lang sowie 17,8 Meter breit. Er verjüngt sich im vorderen Bereich. Laderaum 2 ist im oberen Bereich 70,39 Meter lang und im unteren Bereich 64 Meter lang sowie 17,8 Meter breit. Die Höhe der Laderäume beträgt 13,25 Meter. Er verjüngt sich im hinteren Bereich. Die Schiffe sind mit 15 Zwischendeckpontons ausgerüstet, mit denen Laderaum 1 auf zwei Höhen und Laderaum 2 auf drei Höhen unterteilt werden kann. Die Zwischendeckpontons können auch als Schotten genutzt und die Laderäume damit in 13 Abteilungen aufgeteilt werden. Auf der Back befindet sich ein Wellenbrecher zum Schutz vor überkommendem Wasser.
Die Tankdecke kann mit 20 t/m², das Zwischendeck mit 5,5 bzw. 7,5 t/m² im vorderen Teil von Laderaum 1 und die Lukendeckel mit 2,6 t/m² belastet werden. Auf der Tankdecke der beiden Laderäume stehen 1423 m², auf dem Zwischendeck 1790 m² und an Deck 1760 m² Fläche zur Verfügung.
Die Schiffe sind mit drei NMF-Kranen auf der Steuerbordseite ausgerüstet. Die Kapazität der Krane beträgt jeweils 120 t.
Die Containerkapazität der Schiffe beträgt 1062 TEU.
Das Deckshaus befindet sich im hinteren Bereich der Schiffe. Hinter dem Deckshaus befindet sich auf der Steuerbordseite ein Freifallrettungsboot. Der Rumpf der Schiffe ist eisverstärkt (Eisklasse 1A).

## Schiffe
| D-Typ                                                             | D-Typ       | D-Typ       | D-Typ                                             |
| Bauname                                                           | Bau- nummer | IMO- Nummer | Kiellegung Stapellauf Ablieferung                 |
| ----------------------------------------------------------------- | ----------- | ----------- | ------------------------------------------------- |
| Dijksgracht                                                       | 06-0401     | 9420772     | 22. Oktober 2007 20. Mai 2008 19. Dezember 2008   |
| Damgracht                                                         | 06-0402     | 9420784     | 20. Dezember 2007 24. Oktober 2008 9. Januar 2009 |
| Danzigergracht                                                    | 06-0403     | 9420796     | 26. Mai 2008 Oktober 2008 24. April 2009          |
| Deltagracht                                                       | 06-0404     | 9420801     | 18. Juni 2008 11. Mai 2009                        |
| Diamantgracht                                                     | 06-0405     | 9420813     | 10. Oktober 2008 11. April 2009 28. Juli 2009     |
| Dolfijngracht                                                     | 06-0406     | 9420825     | 18. November 2008 27. August 2009                 |
| Donaugracht                                                       | 06-0407     | 9420837     | 1. Dezember 2008 30. Oktober 2009                 |
| Dynamogracht                                                      | 06-0408     | 9420849     | 1. Dezember 2008 5. Januar 2010                   |
| Daten: Lloyd’s Register / Stichting Maritiem-Historische Databank |             |             |                                                   |

Die Schiffe fahren unter der Flagge der Niederlande. Heimathafen ist Amsterdam.